# وليد العصيمي
وليد مناحي صنهات ساير العصيمي  ، من مواليد 1965، نائب سابق في مجلس الأمة الكويتي.
شارك في انتخابات مجلس الأمة الكويتي 1999 في الدائرة الرابعة عشر، وحصل على المركز الأول برصيد 938 صوت وفاز بالانتخابات ، وشارك في انتخابات مجلس الأمة الكويتي 2003 في الدائرة الرابعة عشر، وحصل على المركز الثاني برصيد 1571 صوت وفاز بالانتخابات ، وشارك في انتخابات مجلس الأمة الكويتي 2006 في الدائرة الرابعة عشر، وحصل على المركز الثاني برصيد 3128 صوت وفاز بالانتخابات.